# Dyre Jesus, du mig frälsar
Dyre Jesus, du mig frälsar är en sång vars text är skriven av den amerikanska psalmförfattaren Louise M. Rouse (född 1886), gift med Walter R. Rouse (född 11 juni 1890).
Musiken, i G-dur, komponerades 1878 av Dora Boole. 

## Publicerad i
- Musik till Frälsningsarméns sångbok 1907 som nr 131.
- Frälsningsarméns sångbok 1929 som nr 107 under rubriken "Helgelse - Helgelsens verk".
- Frälsningsarméns sångbok 1946 som nr 126.
- Frälsningsarméns sångbok 1968 som nr 132 under rubriken "Helgelse".
- Frälsningsarméns sångbok 1990 som nr 390 under rubriken "Helgelse".